# Matavanu
Le Matavanu est un volcan actif situé sur l'île de Savai'i, dans les Samoa. Il s'élève à 575 m.
Sa plus récente éruption s'est déroulée d'août 1905 à novembre 1911. Des coulées de lave se sont déversées sur 100 km2 dans le district de Gaga'emauga, en dévastant plusieurs villages. Certains de ces villages ont été relocalisés dans l'intérieur de l'île ou sur l'île voisine d'Upolu (Salamumu, Le'auva'a).